# Darcy Sharpe
Darcy Sharpe (* 9. Februar 1996 in Comox, British Columbia) ist ein kanadischer Snowboarder. Er startet in den  Freestyledisziplinen.

## Werdegang
Sharpe nimmt seit 2010 an Wettbewerben der Ticket to Ride World Snowboard Tour teil. Dabei holte er im Januar 2012 national beim BC Snowboard Provincial Series seinen ersten Sieg im Slopestyle. Sein erstes FIS-Weltcuprennen fuhr er im Februar 2012 in Stoneham, welches er auf dem 28. Platz im Big Air beendete. Bei den Snowboard-Juniorenweltmeisterschaften 2012 in Sierra Nevada holte er Silber im Slopestyle. In der Saison 2012/13 gewann er im Slopestyle beim Snow Crown in Calgary und bei The Canadian Shield Ski and Snowboard Tour am Mount Seymour. Im März 2014 kam er beim Showcase Showdown in Whistler auf den zweiten Platz im Slopestyle und den ersten Platz im Big Air. Im selben Monat siegte er im Slopestyle bei der Dew Tour Am Series im Sun Peaks Resort und beendete die Saison auf den vierten Platz in der World Snowboard Tourgesamtwertung.
Zu Beginn der Saison 2014/15 belegte er den zweiten Platz bei den Burton High Fives in Cardrona. Bei den Snowboard-Weltmeisterschaften 2015 am Kreischberg errang er den vierten Platz im Slopestyle. Im Big Air Wettbewerb gewann er Silber. Im Februar 2015 holte er in Stoneham seinen ersten FIS-Weltcupsieg im Big Air. Im folgenden Monat kam er im Big Air Wettbewerb beim Showcase Showdown in Blackcomb auf den zweiten Platz und beendete die Saison auf dem ersten Platz in der FIS-Weltcup Big Air Wertung. Zu Beginn der Saison 2015/16 siegte er im Slopestyle bei The Mile High in Perisher Blue. Es folgte ein dritter Platz im Slopestyle bei der Winter Dew Tour in Breckenridge. Bei den Winter-X-Games 2016 in Aspen wurde er im Slopestyle und im Big Air jeweils Sechster. Im Februar errang er bei den X-Games Oslo 2016 den vierten Platz im Big Air. Bei den Snowboard-Weltmeisterschaften 2016 in Yabuli kam er auf den 21. Platz im Big Air und auf den 17. Rang im Slopestyle. Im November 2016 wurde er beim Air & Style in Peking Dritter. In der Saison 2017/18 wurde er Zweiter im Slopestyle in Cardrona und gewann bei den Winter-X-Games 2018 gewann die Silbermedaille im Slopestyle. Bei den Winter-X-Games 2019 wurde er Siebter im Big Air und Sechster im Slopestyle und bei den Snowboard-Weltmeisterschaften 2019 in Park City Zehnter im Slopestyle. In der Saison 2019/20 kam er mit drei neunten Plätzen, auf den zehnten Platz im Big-Air-Weltcup. Bei den Winter-X-Games 2020 holte er die Goldmedaille im Slopestyle und bei den X-Games Norway 2020 in Hafjell die Bronzemedaille im Big Air. In der Saison 2021/22 wurde er bei den Winter-X-Games 2022 Sechster im Slopestyle und belegte bei den Olympischen Winterspielen im Februar 2022 in Peking den 23. Platz im Slopestyle sowie den 12. Rang im Big Air.
Er ist der Bruder von Douglas und Cassie (* 1992), welche als Freestyle-Skierin aktiv ist.

## Erfolge

### Olympische Spiele
- 2022 Peking: 12. Platz Big Air, 23. Platz Slopestyle

### Weltmeisterschaften
- 2015 Kreischberg: 2. Platz Big Air, 4. Platz Slopestyle
- 2019 Park City: 10. Platz Slopestyle

### Winter-X-Games
- 2016 Aspen: 6. Platz Slopestyle, 6. Platz Big Air
- 2016 Oslo: 4. Platz Big Air
- 2018 Aspen: 2. Platz Slopestyle
- 2019 Aspen: 6. Platz Slopestyle, 7. Platz Big Air
- 2020 Aspen: 1. Platz Slopestyle, 2. Platz Rail Jam, 8. Platz Big Air
- 2020 Hafjell: 3. Platz Big Air, 8. Platz Slopestyle
- 2022 Aspen: 6. Platz Slopestyle
- 2024 Aspen: 3. Platz Knuckle Huck, 10. Platz Slopestyle

### Weltcup
- 3 Podestplätze, davon 2 Siege

#### Weltcupsiege
| Nr. | Datum            | Ort      | Disziplin  |
| --- | ---------------- | -------- | ---------- |
| 1.  | 20. Februar 2015 | Stoneham | Big Air    |
| 2.  | 12. Februar 2023 | Calgary  | Slopestyle |

#### Weltcup-Gesamtplatzierungen
| Saison  | Park & Pipe | Park & Pipe | Slopestyle | Slopestyle | Big Air | Big Air |
| Saison  | Punkte      | Platz       | Punkte     | Platz      | Punkte  | Platz   |
| ------- | ----------- | ----------- | ---------- | ---------- | ------- | ------- |
| 2011/12 | 440         | 48.         | 400        | 6.         | 40      | 59.     |
| 2012/13 | 4           | 235.        | 4          | 141.       | -       | -       |
| 2013/14 | 160         | 95.         | 160        | 39.        | -       | -       |
| 2014/15 | 1260        | 9.          | 260        | 26.        | 1000    | 1.      |
| 2015/16 | 400         | 58.         | 400        | 23.        | -       | -       |
| 2016/17 | 480         | 77.         | 220        | 56.        | 260     | 48.     |
| 2017/18 | 800         | 39.         | 800        | 7.         | -       | -       |
| 2019/20 | 1090        | 29.         | 220        | 41.        | 870     | 10.     |
| 2021/22 | 50          | 54.         | 50         | 32.        | -       | -       |
| 2022/23 | 104         | 27.         | 104        | 8.         | -       | -       |
| 2023/24 | 7           | 109.        | -          | -          | 7       | 53.     |
| 2024/25 | 36          | 67.         | 36         | 26.        | -       | -       |

### Weitere Erfolge
- Snowboard-Juniorenweltmeisterschaften 2012: 2. Platz Slopestyle